# Stefanos Kapino
Stefanos Kapino (griechisch Στέφανος Καπίνο, * 18. März 1994 in Athen) ist ein griechischer Fußballtorwart. Der frühere griechische Nationalspieler steht beim FC Winterthur unter Vertrag.

## Karriere

### Verein
Seine Laufbahn begann Stefanos Kapino bei Aetos Korydallou in Piräus. Im Juni 2007 wechselte er zur Jugendabteilung von Panathinaikos Athen. Nach vier Jahren in der U-18- bzw. U-21-Auswahl des Vereins, in denen er stets Stammspieler war, erhielt er 2011 den ersten Profivertrag seiner Karriere und stieg in die Herrenmannschaft von Panathinaikos auf. Nach dem Abgang von Nationaltorhüter Alexandros Tzorvas und der Verletzung des ersten Ersatztorhüters Stefanos Kotsolis rückte Kapino am 17. September 2011 erstmals für ein Pflichtspiel in den 18er-Kader seiner Mannschaft. Bei dieser Begegnung gegen Atromitos Athen wurde Torwart Orestis Karnezis bereits in der dritten Minute des Feldes verwiesen und Kapino kam so zu seinem ersten Pflichtspieleinsatz für Panathinaikos. Seitdem war der ursprünglich als vierte Wahl gestartete Kapino mit 17 Jahren der jüngste Stammtorhüter Athens in deren Vereinsgeschichte.
Zur Saison 2014/15 verpflichtete ihn der deutsche Bundesligist 1. FSV Mainz 05. Er erhielt einen Vierjahresvertrag. Am 7. Februar 2015 gab er sein Debüt für Mainz 05, als er bei der 0:2-Heimniederlage gegen Hertha BSC für Christian Clemens eingewechselt wurde, nachdem Stammtorhüter Loris Karius des Feldes verwiesen worden war.
In der Sommerpause 2015 wechselte er zum griechischen Meister Olympiakos Piräus.
Nach vier Einsätzen für den englischen Zweitligisten Nottingham Forest in der Saison 2017/18 schloss sich der Torhüter zur Bundesligasaison 2018/19 dem SV Werder Bremen an, für den er zwei Ligaspiele absolvierte. Zum 21. Januar 2021 wurde er an den Zweitligisten SV Sandhausen verliehen. Dort kam er bis zum Ende der Saison 2020/21 zu 18 Zweitligaeinsätzen.
Zur Saison 2021/22 kehrte Kapino zum in die 2. Bundesliga abgestiegenen SV Werder zurück. Als der Stammtorhüter Jiří Pavlenka am 1. Spieltag verletzt ausfiel, wurde ihm Michael Zetterer vorgezogen. Im August 2021 wechselte Kapino zum Bundesligisten Arminia Bielefeld, bei dem er einen Vertrag bis zum 30. Juni 2023 unterschrieb. Dort wurde er Ersatztorhüter hinter Stefan Ortega und bestritt sein Pflichtspieldebüt in dessen Vertretung am 18. Dezember 2021 beim Auswärtssieg (Endstand 0:2) gegen RB Leipzig. Es blieb sein einziger Einsatz in der Saison, an deren Ende der Verein in die zweite Liga abstieg. Nach dem Abstieg bestritt Kapino die ersten fünf Zweitligaspiele mit der Mannschaft, ehe er sich verletzte und anschließend den Stammplatz an den in der Folge neu verpflichteten Martin Fraisl verlor. 
Im Januar 2023 wechselte Kapino zunächst zum polnischen Erstligisten Miedź Legnica, den er nach bis dahin vier Einsätzen am Saisonende wieder verließ, um sich dem griechischen Erstligisten Panetolikos anzuschließen. Dort wurde er Stammtorhüter und bestritt 20 Ligaspiele.
Am 6. August 2024 verpflichtete ihn der Schweizer Erstligist FC Winterthur. Nachdem er am 24. August im Spiel gegen den FC Luzern für den verletzten Markus Kuster eingewechselt worden war, verdrängte er diesen langfristig als Stammtorwart. Im September 2024 stach seine Leistung beim Cupspiel gegen den Unterklassigen FC Wil heraus. Der Grieche hielt sein Team lange im Spiel und hielt zwei Elfmeter im Elfmeterschießen. Manuel Pfeiffer vom Landboten bezeichnete Kapino als „Mann des Spiels“. Im Juni 2025 zog der Verein die Option auf eine Vertragsverlängerung.

### Nationalmannschaft
Kapino spielte von der U17 an für griechische Jugendauswahlen und absolvierte insgesamt 39 Spiele für diese Mannschaften. Mit der U19 wurde er 2012 in Estland Vize-Europameister.
Am 15. November 2011 debütierte Kapino bei einem Freundschaftsspiel gegen Rumänien in der griechischen A-Nationalmannschaft und ist mit 17 Jahren, 7 Monaten und 28 Tagen der jüngste Spieler, der bisher für die Auswahl gespielt hat. Im Sommer 2014 gehörte Kapino als Ersatztorhüter dem griechischen Kader bei der Weltmeisterschaft in Brasilien an. Bis 2017 bestritt er insgesamt neun Länderspiele. Nachdem er anschließend zunächst über 3,5 Jahre lang nicht mehr berücksichtigt worden war, wurde er zuletzt im März 2021 für drei Spiele nochmals als Ersatztorhüter in die Nationalmannschaft berufen.

## Erfolge
Olympiakos Piräus
- Griechischer Meister: 2015/16, 2016/17
- Griechischer Pokalsieger: 2014

Nationalmannschaft
- U19-Vize-Europameister: 2012